# Cerro Ilaló
Cerro Ilaló är en vulkan i Ecuador.   Den ligger i provinsen Pichincha, i den centrala delen av landet, 12 km öster om huvudstaden Quito. Toppen på Cerro Ilaló är 3 169 meter över havet, eller 597 meter över den omgivande terrängen. Bredden vid basen är 8,5 km.
Terrängen runt Cerro Ilaló är huvudsakligen kuperad, men åt sydväst är den platt. Runt Cerro Ilaló är det ganska glesbefolkat, med 38 invånare per kvadratkilometer. Närmaste större samhälle är Quito, 12,3 km väster om Cerro Ilaló. Omgivningarna runt Cerro Ilaló är en mosaik av jordbruksmark och naturlig växtlighet.